# 绍沙耶
绍沙耶（法語：Chauchailles，法語發音：[ʃoʃaj]）是法国洛泽尔省的一个市镇，属于芒德区。

## 地理
绍沙耶（44°47'43"N, 3°5'0"E）面积17.4 平方千米，位于法国奧克西塔尼大區洛泽尔省，该省份为法国南部内陆省份，北起上盧瓦爾省和康塔爾省，西接阿韦龙省，南至加尔省，东临阿尔代什省。
与绍沙耶接壤的市镇（或旧市镇、城区）包括：昂泰里约、圣雷米德绍德赛格、圣瑞埃里、诺阿亚克、圣洛朗德韦雷斯、布里永。

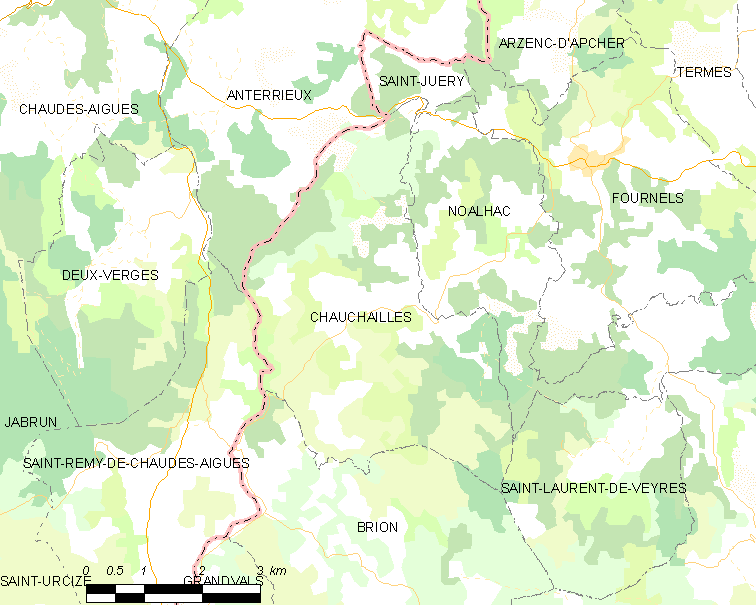
绍沙耶的OSM定位图

绍沙耶的时区为UTC+01:00、UTC+02:00（夏令时）。

## 行政
绍沙耶的邮政编码为48310，INSEE市镇编码为48044。

## 政治
绍沙耶所属的省级选区为欧布拉克地区佩尔县。

## 人口

1962-2008年间绍沙耶人口变化图示

绍沙耶于2022年1月1日时的人口数量为80人。